# Mathieu Mercier (rugby à XV)
Pour les articles homonymes, voir Mathieu Mercier.
Pas d'image ? Cliquez ici

a Compétitions nationales et continentales officielles uniquement.

Dernière mise à jour le 11 mai 2016.
Mathieu Mercier, né le 8 octobre 1982, est un joueur de rugby à XV français. Il évolue au poste d'ailier, arrière.

## Carrière
- 2002-2003 : Castres Olympique Champion de France (Reichel)
- 2003-2004 : Castres Olympique 1/4 de final (Espoir)
- 2004-2005 : Section paloise (Top16)
- 2005-2009 : La Rochelle (Pro D2)
- 2009-2011 : Avenir castanéen (Fédérale 1)
- juin 2011-août 2011 : Toulouse olympique XIII (Championship)
- Depuis septembre 2011 : Football club villefranchois (Fédérale 2)

## Sélections nationales
Mathieu Mercier fait partie de l'effectif de l'équipe de France fédérale.
- Champion de France Reichel en 2003 avec le C-O de Castres.

- Finaliste du championnat de France de Pro D2 en 2007 avec La Rochelle, finale perdue face à Dax.